# Werner Pawlok
Werner Pawlok (* 1953 in Stuttgart) ist ein deutscher Künstler und Fotograf.

## Leben und Werk
Werner Pawlok gründete 1977 als Autodidakt sein erstes Atelier in Esslingen am Neckar und wurde im selben Jahr an der Staatlichen Akademie der Bildenden Künste Stuttgart bei Professor Albrecht Ade tätig. 1979 gründete er mit der PP Galerie in Esslingen eine Fotogalerie, die zahlreiche international bekannte Künstler, darunter Gerhard Vormwald und Jim Rakete, ausstellte. 1984 bezog Pawlok in Stuttgart ein neues Atelier. Im selben Jahr entstand in Zusammenarbeit mit dem Modedesigner Helmut Lang das Projekt „Mode in Ostberlin“. Publiziert wurden die Motive unter anderem in den Zeitschriften Wiener und Style and the family tunes. 1985 wurde Pawlok beauftragt, eine Ausstellung für Kodak zu produzieren. 1986 präsentierte Pawlok die auf einer Weltreise entstandene Serie Around the World in 40 Days auf der Photokina und erhielt vom Stern den Auftrag für eine Fotoserie „Moskau–New York“. 1988 entstanden erste Werke seiner „Photography Paintings“ als Polaroid-Transfers.
1988 bezog er sein Atelier in Tribeca in New York City und fotografierte im selben Jahr den Performance-Künstler Leigh Bowery.
1989 kehrte er nach Deutschland zurück und erstellte im selben Jahr eine Serie von Polaroids von Mercedes-Benz-Klassikern im Auftrag des Automobilherstellers.
Durch seine Arbeiten mit der 50x60 Polaroid-Sofortbildkamera machte Pawlok erstmals Ende der 1980er Jahre auf sich aufmerksam. Mit seinen „Photography Paintings“ verbindet Pawlok die Sparten Malerei und Fotografie; seine „Transfers“ zeigen Gesichter und Blüten in großformatigen Polaroids, die auf Büttenpapier oder Leinwand übertragen sind. 1989 erwirbt Gunter Sachs erste Arbeiten von Pawlok für seine Kunstsammlung. In der Serie „Crying Animals“ wurde unter anderem das Porträt eines Affen in der Geste des Gekreuzigten auf Blattgold gebracht, dem eine Reihe Tierporträts bedrohter Arten folgte, von denen einige zugunsten des Natur- und Tierschutzes WWF von Sotheby’s versteigert wurden.
1990 begann er seinen umfangreichen Werkzyklus Stars & Paints; 100 großformatige Polaroid-Porträts weltberühmter Persönlichkeiten, darunter Sir Peter Ustinov, John Malkovich, Roman Polański, Dizzy Gillespie, Jean Paul Gaultier, Juliette Binoche und Jane Birkin entstanden.
1996 entstand sein Bilderzyklus Dantes Commedia, eine Interpretation der von Dante Alighieri im 14. Jahrhundert verfassten Göttliche Komödie. Erstmals erarbeitete Pawlok die gesamte Bildstrecke, die 33 Exponate umfasst, mit Hilfe digitaler Bildbearbeitung.
2000 reist er durch Europa um Stars für UNICEF, Porträts von europäischen Stars wie Ewan McGregor, Patricia Kaas, Andrzej Wajda, Nacho Duato und weitere zu fotografieren.
2002 beginnt Pawlok mit dem Bilderzyklus views - faces of literature, eine Porträtserie von Schriftstellern wie, Martin Walser, T.C. Boyle, Henning Mankell, Amos Oz, Jonathan Franzen, Richard Ford, Salman Rushdie, Ian Rankin, Ken Follett, Armin Mueller-Stahl, Ian McEwan, Michael Ondaatje, Siri Hustvedt, Leon de Winter, Jeffrey Eugenides und weiteren.
2004 und 2013 reist er nach Kuba, und fotografiert in Havanna seine Serie „Cuba - expired“. Die Bilder, in denen Werner Pawlok vom morbiden Charme einer alten karibischen Metropole erzählt, zeigen wohl selbst schon bald ein Stück Geschichte. Glanz und Elend der kubanischen Utopie, des projecto cubano, verschmelzen nirgendwo deutlicher als in den verlassenen Palästen der alten Zuckeraristokratie. Pawlok ist dieser versunkenen Welt auf seine Streifzügen durch Havanna auf den Fersen.

## Ausstellungen (Auswahl)
- 2014: Blütezeit, DZ Bank Kunstsammlung ART FOYER (Gruppenausstellung)
- 2014: glamourARTfair Amsterdam, Leigh Bowery Photo Installation (Gruppenausstellung)
- 2014: HATS and HEADS, Galerie Hirschmann, Berlin (Gruppenausstellung)
- 2013/14: Sammlung Gunter Sachs, Kunsthalle Schweinfurt (Gruppenausstellung)
- 2013: Views - faces of literature, Artweek Hamburg, Hamburg (Einzelausstellung)
- 2013: Otherness. I is somebody else, Portraits Leigh Bowery by Werner Pawlok, Espace Culturel Louis Vuitton, Paris (Gruppenausstellung)
- 2013: Im Zeichen der Feder, Galerie Hirschmann, Berlin (Gruppenausstellung)
- 2013: Metro - Pole, Galerie AEA, Berlin (Einzelausstellung)
- 2012/2013: Werner Pawlok – Fotokunst, kunsthalle messmer, Riegel am Kaiserstuhl (Einzelausstellung).
- 2012: Xtravaganza - Staging Leigh Bowery, Kunsthalle Wien, Museumsquartier halle 1, Austria (Gruppenausstellung)
- 2012: Views - faces of literature, Literaturhaus, Stuttgart, (Einzelausstellung)
- 2012: Werner Pawlok - Fotografien, Kunsthalle Messmer, Riegel, (Einzelausstellung)
- 2012: Polaroid, The Finnish Museum of Photography, Helsinki, (Gruppenausstellung)
- 2012: Polaroid (Im)possible - the Westlicht Collection, Westlicht, Wien, Austria (Gruppenausstellung)
- 2009: Cuba Expired, Oliver Gordon Gallery, Toronto, Kanada (Einzelausstellung)
- 1999: Augenlust - erotische Kunst im 20. Jahrhundert, Kunsthaus Hannover, Hannover (Gruppenausstellung)[11]
- 1997: Dantes Commedia, Galerie Benden & Klimczak, Köln (Einzelausstellung)
- 1996: Transfers, Gallery Raab Boukamel, London (Einzelausstellung)
- 1994: Crying Animals, Galerie Hans Mayer, Düsseldorf (Einzelausstellung)
- 1992: Photography Paintings, Kunstverein Siegen; auch: Brandenburgische Kunstsammlung, Cottbus (Einzelausstellung)
- 1991: Colour, Hamilton´s Gallery, London (Gruppenausstellung)
- 1990: Photography Paintings, Fotografie Forum International, Frankfurt am Main (Einzelausstellung)

## Fotobücher und Editionen (Auswahl)
- New Orleans - Undercurrent. teNeues Publishing Group, Augsburg 2024, ISBN 978-3-96171-570-1.
- Greenhouses - Cathedrals for Plants. teNeues Publishing Group, Augsburg 2023, ISBN 978-3-96171-457-5.
- Dimore Veneziane. Frederking und Thaler, München 2021, ISBN 978-3-95416-344-1.
- Cuba expired. Frederking und Thaler, München 2016, ISBN 978-3-95416-222-2.
- Werner Pawlok - made in Cuba, Avenso, ISBN 978-3-935971-71-3.
- From Polaroid to Impossible - the Westlicht Collection, Hatje Cantz, ISBN 978-3-7757-3221-5.
- Leigh Bowery, Violette Edition, London, ISBN 978-1-900828-04-8.
- Ein Bild von einem Auto - Photography in the Fast Lane, Galerie der Stadt Sindelfingen + WerkStadt, ISBN 3-928222-48-1.
- Augenlust, Erotische Kunst im 20. Jahrhundert, Kunsthaus Hannover, ISBN 3-924747-87-3.
- Der Kuss, Maryam Sachs, Heine Verlag, ISBN 3-453-04367-7.
- Emerging bodies/Akt in Polaroid, Fotobuch, Edition Stemmle, 2000, ISBN 3-908163-32-3.
- Master Pieces, Fotobuch, Edition Cantz, 1992, ISBN 3-89322-491-2.
- Transfers, Fotobuch, Edition Cantz, 1992, ISBN 3-89322-515-3.
- Das Goldene Zeitalter, Ausstellungskatalog, Edition Cantz, 1991.
- Die Bildermacher, Ausstellungskatalog, 1991, ISBN 3-89309-032-0.
- Selections 3, Fotobuch, Polaroid Collections, 1986.
- Kunstszene Köln, Ausstellungskatalog, 1986.